# Черето ди Сполето
Черѐто ди Сполѐто (на италиански: Cerreto di Spoleto) е село и община в Централна Италия, провинция Перуджа, регион Умбрия. Разположено е на 557 m надморска височина. Населението на общината е 1149 души (към 2010 г.).